# Lecidea siderolithica
Lecidea siderolithica är en lavart som beskrevs av Müll. Arg. Lecidea siderolithica ingår i släktet Lecidea och familjen Lecideaceae.   Inga underarter finns listade i Catalogue of Life.